# 格林丘基 (茲巴拉日區)
49°44′20″N 25°40′27″E / 49.73889°N 25.67417°E
格林丘基（烏克蘭語：Глинчуки），是烏克蘭的村落，位於該國西部捷爾諾波爾州，由捷尔诺波尔区負責管轄，面積0.008平方公里，2001年人口32，人口密度每平方公里4,000人。